# 异子蓬属
异子蓬属（学名：Borsczowia）是藜科下的一个属，为一年生草本植物。该属仅有一种，分布于中亚。